# Sajóörös
Sajóörös község Borsod-Abaúj-Zemplén vármegyében, a Tiszaújvárosi járásban.

## Fekvése
A Sajó folyó jobb partján terül el, Tiszaújváros északi-északnyugati szomszédságában. További határos települések: nyugat felől Sajószöged, észak felől pedig Kiscsécs és Kesznyéten (e két utóbbi település a folyó túlsó partján fekszik).
Főutcája a Sajószögedtől a kesznyéteni Sajó-hídig vezető 36 107-es számú mellékút, ezen érhető el mindkét település felől; Tiszaújvárossal egy számozatlan önkormányzati út köti össze. Az ország távolabbi pontjai felől a legegyszerűbben a 3-as főúton, majd Nyékládháza után a 35-ös főúton közelíthető meg, Sajószöged központjában északkelet felé letérve.

## Története
Sajóörös, Örös a vármegye egyetlen települése, mely a honfoglalás kori magyar Örs törzs nevét viseli. Keletkezését a 10. század végére, 11. század elejére teszik.
Nevét először Kézai Simon krónikája említette, az oklevelekben pedig 1319-ben szerepelt először, ekkor már az Ákos nemzetségbeli Ernye unokáié volt, akiktől ekkor kobozta el Károly Róbert király és adta az őket legyőző (Debreceni) Dousa erdélyi vajdának. Debreceni Dózsa halála után királyi birtok lett.
1332-ben neve szerepelt a pápai tizedjegyzékben is. Ekkor már említették Szent Mártonról elnevezett egyházát is, melynek papja 1334-ben 3+6 garas pápai tizedet fizetett.
A 15. században az ónodi Czudarok és a Rozgonyiak voltak birtokosai, de birtokos volt itt rajtuk kívül Móré János jászói prépost is, kinek adományából Örös negyededét Kornéth Mihály és László kapta meg, de birtokosa maradt a Móré család is.
A 16. század közepén Móré Fülöp és más nemesek voltak birtokosai.
Az 1549 évi dézsmajegyzékben 7 jobbágyot és zsellért írtak itt össze. Az 1576-os évben két juhtartó gazdaságát említik a községnek, az egyikben 60, a másikban 76 állattal, és még 1594-ben is említették, ekkor egy juhosgazda élt itt, aki 120 birkával rendelkezett.
Az 1598-as évben viszont neve már nem szerepelt a dézsmajegyzékben, ekkor már csak mint néptelen puszta szerepelt.
A település egészen a 17. század végéig lakatlan volt, amikor az új tulajdonosa Usz Ferenc újraépítette. A benépesülő faluba vegyesen érkeztek magyarok, szlovákok, ruszinok. A falu római katolikus lakossága az 1700-as évek végén építette fel templomát.

## Közélete

### Polgármesterei
- 1990–1994: Bikki Imre (MDF)[3]
- 1994–1998: Bikki Imre (független)[4]
- 1998–2001: Bikki Imre (független)[5]
- 2001–2002: Szabó István (független)[6][7]
- 2002–2005: Szabó István (független)[8]
- 2005–2006: Baranczó József (független)[9]
- 2006–2010: Baranczó József (független)[10]
- 2010–2014: Baranczó József (független)[11]
- 2014–2019: Szabó Gábor (független)[12]
- 2019–2024: Szabó Gábor (független)[13]
- 2024– : Szabó Gábor (független)[1]

A településen 2001. december 16-án időközi polgármester-választást tartottak, az előző polgármester lemondása miatt.
A következő önkormányzati ciklus háromnegyede táján, 2005. október 16-án újból időközi polgármester-választást kellett tartani a községben, ismét az addigi faluvezető lemondása okán.

## Népesség
A település népességének változása:
| Lakosok száma | 1304 | 1308 | 1293 | 1508 | 1569 | 1490 | 1500 |
|               | 2013 | 2014 | 2015 | 2021 | 2022 | 2023 | 2024 |

2001-ben a település lakosságának 95%-a magyar, 2%-a cigány 3%-a lengyel nemzetiségűnek vallotta magát.
A 2011-es népszámlálás során a lakosok 82,9%-a magyarnak, 1,1% cigánynak, 0,2% lengyelnek mondta magát (16,9% nem nyilatkozott; a kettős identitások miatt a végösszeg nagyobb lehet 100%-nál). A vallási megoszlás a következő volt: római katolikus 29,8%, református 15,3%, görögkatolikus 3,3%, felekezeten kívüli 22,8% (27,7% nem válaszolt).
2022-ben a lakosság 95,3%-a vallotta magát magyarnak, 0,4% cigánynak, 0,4% németnek, 0,1% ukránnak, 0,1% görögnek, 4,1% egyéb, nem hazai nemzetiségűnek (4,7% nem nyilatkozott; a kettős identitások miatt a végösszeg nagyobb lehet 100%-nál). Vallásuk szerint 21,7% volt római katolikus, 16,6% református, 3,2% görög katolikus, 0,8% egyéb keresztény, 0,3% evangélikus, 21,1% felekezeten kívüli (35,6% nem válaszolt).

## Nevezetességei
- Római katolikus templom

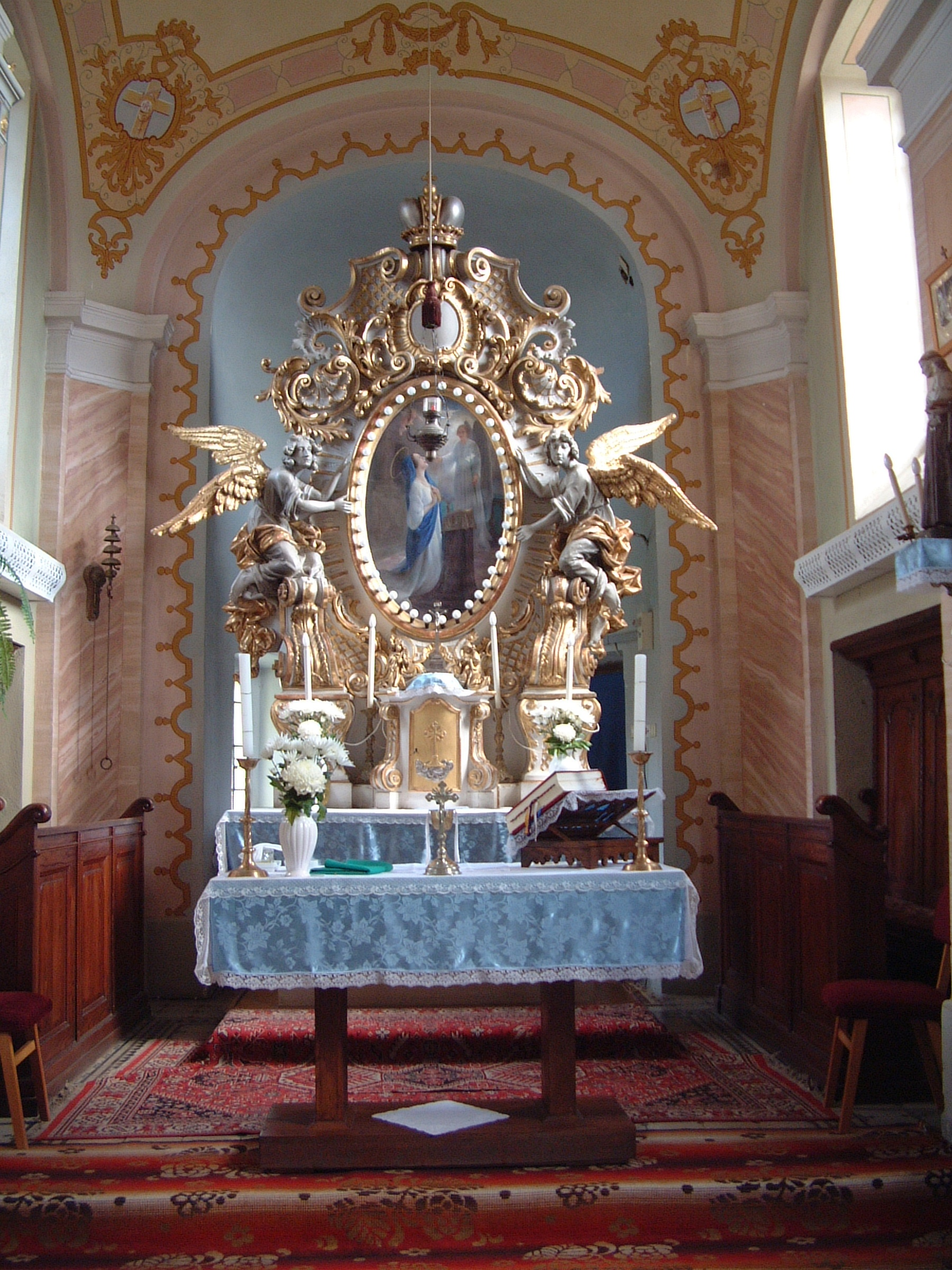

A katolikus templom helyén eredetileg egy kápolna állt, amit 1779-ben építtetett Szőllőssy Ferenc és neje, Zbisko Borbála. A ma is látható templom 1914-ben lett készen, Kellemesy Merczel Aladár és neje, Hanczély Margit jóvoltából. Az építtetők sírjai is itt találhatók, a Merczel család többi tagját pedig a templomtól nem messze lévő kriptában helyezték örök nyugalomra.
- Melczer-kastély

Az Építésügyi Minisztérium Műemléki Csoportjának hozzájárulásával 1957-ben bontották el.
- Törökmogyorófa
- Melczer–Mándy-kastély (később gyermekotthon, jelenleg már nem).

## Rendezvények
- Sajóörösi Falunapok -  S(Örös) Napok
- Adventi Gyertyagyújtás

## Híres szülöttek
- Géczi István, a Ferencváros olimpiai ezüstérmes labdarúgója

## Külső hivatkozások
- Sajóörös honlapja
- Sajóörös facebook oldala